# Isuzu Malaysia
Isuzu Malaysia Sdn. Bhd. ist ein 2004 (oder Anfang 2005) gegründeter Nutzfahrzeughersteller und -händler mit Sitz in Petaling Jaya.
Das Unternehmen ist nach eigenen Angaben ein Joint-Venture zwischen Isuzu Motors Limited, DRB-HICOM und Mitsubishi. Nach Angaben von Isuzu sind an diesem Unternehmen dagegen Isuzu HICOM Malaysia (51 %), Mitsubishi (25,57 %) und DRB-HICOM (23,43 %) beteiligt.
In den Jahren 2014 und 2015 wurden etwas mehr als 12.000 Fahrzeuge abgesetzt.